# Le Jeune Homme sévère
Pour plus de détails, voir Fiche technique et Distribution.
Le Jeune Homme sévère (Строгий юноша, Strogiy yunosha) est un film soviétique réalisé par Abram Room, sorti en 1936,.

## Fiche technique
- Photographie : Juri Ekeltchik
- Musique : Gavriil Popov
- Décors : Vladimir Kaplunovskiï, Morits Umanskiï